# Raxruhá
Raxruhá é uma cidade da Guatemala do departamento de Alta Verapaz. Até 20 de fevereiro de 2008 Raxruha formou parte do município de Chisec. 